# Kimbolton
Kimbolton é um lugar designado pelo censo localizado no condado de Guernsey no estado estadounidense de Ohio. No Censo de 2010 tinha uma população de 144 habitantes e uma densidade populacional de 111,64 pessoas por km².

## Geografia
Kimbolton encontra-se localizado nas coordenadas 40° 09′ 03″ N, 81° 34′ 33″ O. Segundo a Departamento do Censo dos Estados Unidos, Kimbolton tem uma superfície total de 1.29 km², da qual 1.29 km² correspondem a terra firme e (0%) 0 km² é água.

## Demografia
Segundo o censo de 2010, tinha 144 pessoas residindo em Kimbolton. A densidade populacional era de 111,64 hab./km². Dos 144 habitantes, Kimbolton estava composto pelo 97.92% brancos, o 0% eram afroamericanos, o 0% eram amerindios, o 0% eram asiáticos, o 0% eram insulares do Pacífico, o 0% eram de outras raças e o 2.08% pertenciam a duas ou mais raças. Do total da população o 0% eram hispanos ou latinos de qualquer raça.== Localidades na vizinhança ==
O diagrama seguinte representa as localidades num raio de 20 km ao redor de Kimbolton.